# Wedergeboorte (boeddhisme)

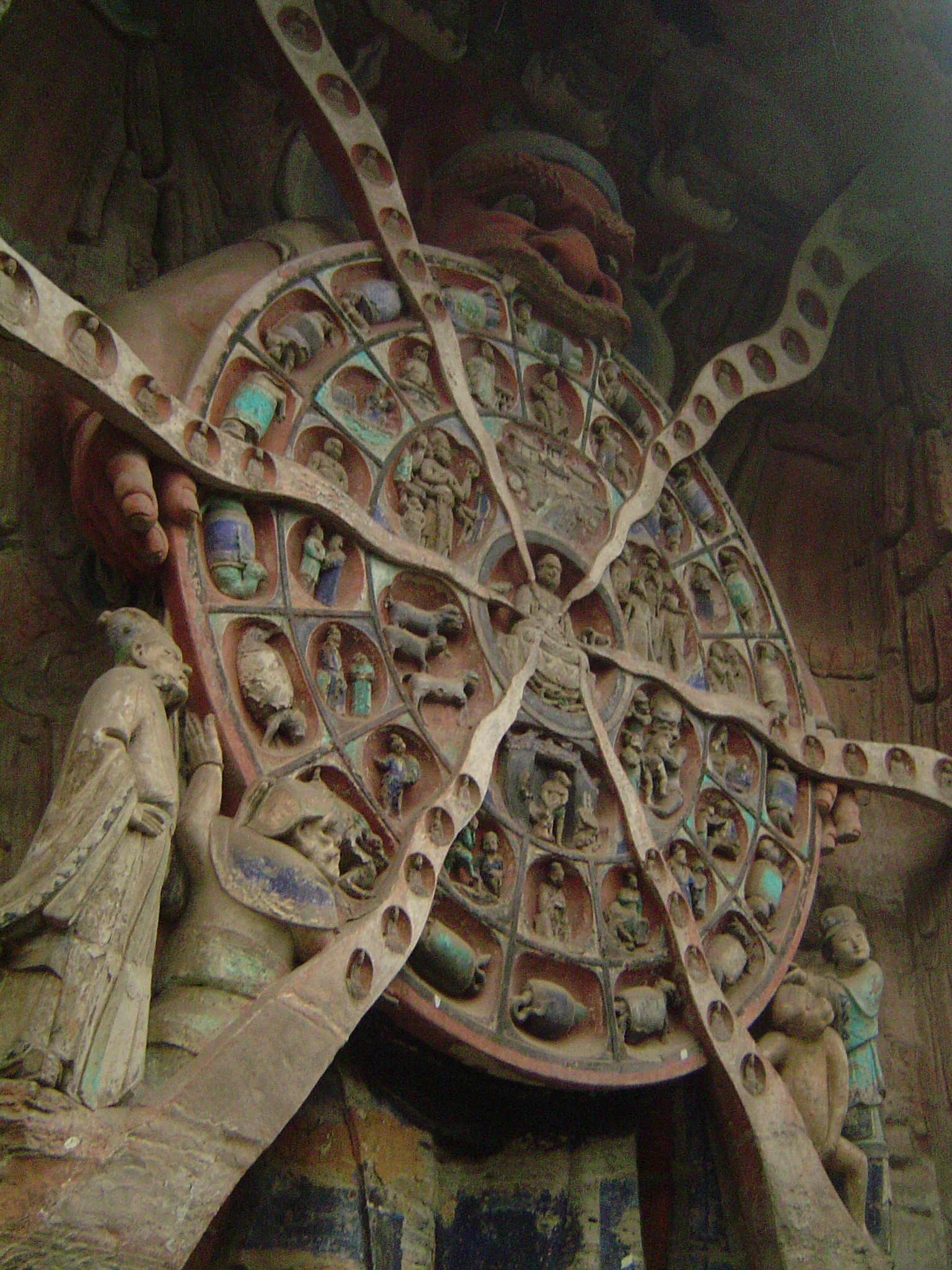
Het rad der wedergeboorte

Wedergeboorte is een boeddhistisch concept dat verwijst naar het opnieuw plaatsvinden van geboorte na de dood. In het boeddhisme maakt wedergeboorte deel uit van samsara, de cyclus van dood en wedergeboorte zonder begin en zonder eind. Indien iemand verlicht is en het nirwana bereikt heeft, vindt er na het overlijden geen wedergeboorte plaats maar parinibbana.

## Kwaliteit van de wedergeboorte
Gautama Boeddha zei dat de morele kwaliteit van iemands gedrag (karma) grote invloed uitoefent op de kwaliteit van zijn volgende (weder)geboorte. Het geregeld niet volgens de vijf voorschriften handelen leidt tot een slechte wedergeboorte (in een hel, als geest of dier). Ook geboorte als mens (in slechte levensomstandigheden) is mogelijk. Moreel goed gedrag leidt tot een wedergeboorte in een hemel, of een wedergeboorte als mens in een goede omgeving.
Goed gedrag als mens in het huidige leven is volgens de Boeddha echter geen garantie voor een gunstige wedergeboorte. Men weet immers niet wat men in een vorig leven gedaan heeft, en de acties van vorige levens oefenen ook invloed uit op de kwaliteit van de wedergeboorte.
De mentale staat tijdens het overlijden is volgens het boeddhisme ook van grote invloed op de kwaliteit van de wedergeboorte. Indien iemand op rustige manier overlijdt, vrede heeft met zijn overlijden en er afstand van kan nemen, heeft dit een heel gunstige invloed op de wedergeboorte. Het bezien van het overlijden als iets wat natuurlijk, normaal en onvermijdelijk is kan hierbij helpen.

## Zelfloze wedergeboorte
Alhoewel er volgens het boeddhisme wel wedergeboorte plaatsvindt, is er geen 'wezen' dat herboren wordt. Om dit uit te leggen wordt vaak de gelijkenis van de kaars gebruikt. Wanneer de kaars op is en op het punt staat uit te gaan, kan men het laatste beetje vuur van de oude kaars gebruiken om een nieuwe kaars aan te steken. De vlam springt dus over van de oude naar de nieuwe kaars. Alhoewel er een oorzakelijk verband bestaat tussen het vuur van de oude kaars en het vuur van de nieuwe kaars, is het niet hetzelfde vuur. Maar men kan wel zeggen dat het nieuwe vuur van het oude kwam. Het vuur staat in deze gelijkenis symbool voor het bewustzijn (Pali: viññana) dat onder invloed staat van verlangen, aversie en ignorantie.
Als men daarnaast ook goed op de vlam let kan men zien dat het vuur niet een constant iets is maar voortdurend flikkert en veranderlijk is. Deze veranderlijkheid (Pali: anicca) is een belangrijk aspect van het boeddhisme, en leidt ertoe dat het bestaan van een onveranderlijke ziel niet erkend wordt. In het boeddhisme is er dus geen ziel of 'Ware Ik' die door verlichting bevrijd kan worden, of verlossing kan vinden door toevlucht te zoeken in een God. Zelfs het bewustzijn is veranderlijk en niet-zelf (zonder ultieme bezitter), en daarom kan er geen sprake zijn van een 'herboren persoon'.
Om deze vergankelijkheid aan te geven, worden in het mahayana boeddhisme regelmatig de termen 'bewustzijnsstroom' of 'mentaal continuüm' gebruikt.

## Wedergeboorte versus reïncarnatie
Wedergeboorte is gerelateerd aan reïncarnatie. In het boeddhisme wordt echter om verscheidene redenen vaak de voorkeur aan het begrip 'wedergeboorte' gegeven, boven 'reïncarnatie'.
Een van deze redenen is dat reïncarnatie letterlijk betekent het 'opnieuw in het vlees komen'. Vaak veronderstelt het begrip reïncarnatie dat men in het nieuwe leven weer een mens is. In het boeddhisme kan een nieuwe geboorte echter ook in een hemel plaatsvinden, of in de geestenwereld, waar wezens niet over een fysiek lichaam beschikken.
Een andere reden is dat wedergeboorte als begrip beter past in het vocabulaire van het boeddhisme. In het boeddhisme wordt vaak gezegd dat geboorte de oorzaak van ouderdom, ziekte en sterven is. Bij gebruik van het begrip 'wedergeboorte' is het duidelijker dat na wedergeboorte ook weer opnieuw ouderdom, ziekte en sterven volgen, en samsara voortgang vindt.
Ten slotte focust het begrip reïncarnatie op wat er na het huidige leven gebeurt (intrede in een nieuw lichaam), terwijl wedergeboorte meer een principe weergeeft, dat op zowel de vorige, de huidige en de toekomstige levens van toepassing is.

## Wedergeboorte als ontstaan van 'Ego'-bewustzijn
Soms wordt in boeddhistische kringen met wedergeboorte niet verwezen naar het opnieuw (in een volgend leven) geboren worden na de dood. In dat geval verwijst het naar het ontstaan van een gevoel van 'ik', 'mijzelf', of 'ego' in het bewustzijn (of de geest). Sommige westerse boeddhisten hebben niet veel geloof in het bestaan van een leven na de dood. Deze mensen hebben echter wel vaak een groot vertrouwen in de leer van 'anatta' of niet-zelf, en passen het begrip wedergeboorte toe op het ontstaan van het zelf-concept in de geest.
Ook sommige beroemde bhikkhus (bijvoorbeeld Ajahn Buddhadasa in Thailand), hechten meer belang aan deze alternatieve betekenis dan aan de traditioneel boeddhistische betekenis uit de Pali-canon en andere oude geschriften. Soms wordt het bestaan van wedergeboorte door westerse boeddhisten zelfs ontkend. Men kan echter argumenteren dat men daarmee ook het boeddhisme ontkent, aangezien het in de boeddhistische visie een zeer belangrijk onderdeel vormt.

## Het herinneren van vorige levens
Boeddha onderwees dat het mogelijk is om zelfs waar te nemen dat wedergeboorte plaatsvindt. Hij onderwees dat men dit op twee manieren kan doen:
1. Door de eigen vorige levens te herinneren[1].
2. Door waar te nemen hoe anderen, wanneer zij doodgaan, een nieuw bestaan opnemen (een ander leven beginnen), door gebruik van het Hemels Oog.[2]

## Filmografie
Er zijn verschillende films verschenen die over bardo en (re)incarnatie gaan, zoals:
- Little Buddha, een film van Bernardo Bertolucci uit 1993
- Trials of Telo Rinpoche, van Ritu Sarin en Tenzin Sönam uit 1999
- God Wears My Underwear, van Leslie Streit uit 2005